# Экстрапирамидная система
Экстрапирамидная система (лат. extra — вне, снаружи, в стороне и pyramis, др.-греч. πυραμίς — пирамида) — совокупность структур головного мозга, участвующих в управлении движениями, поддержании мышечного тонуса и позы, минуя пирамидную систему. К элементам экстрапирамидной системы, расположенной в больших полушариях и стволе головного мозга, относят: базальные ядра, красное ядро, крышу мозга, чёрную субстанцию, ретикулярную формацию и мозжечок.
Экстрапирамидные проводящие пути образованы нисходящими проекционными нервными волокнами (лат. neurofibrae projectiones descendentes), по происхождению не относящимися к гигантским пирамидным клеткам коры больших полушарий мозга. Эти нервные волокна обеспечивают связь нейронов подкорковых структур головного мозга со всеми отделами нервной системы, расположенными дистальнее.

## Строение
По сравнению с пирамидной, экстрапирамидная система является эволюционно более древней и находится в соподчинённом положении. Она имеет особое значение в построении и контроле движений, не требующих активации внимания. Является функционально более простым регулятором по сравнению с регуляторами пирамидной системы.
Экстрапирамидная система состоит из следующих структур головного мозга:
- базальные ганглии: хвостатое ядро, скорлупа, бледный шар, ограда, амигдала;
- красное ядро;
- интерстициальное ядро;
- тектум;
- чёрная субстанция;
- ретикулярная формация;
- ядра вестибулярного аппарата;
- мозжечок;
- премоторная область коры.

Первичными центрами системы являются хвостатое и чечевицеобразное ядра полосатого тела, субталамическое ядро, красное ядро и чёрное вещество среднего мозга. Кроме того, в экстрапирамидную систему в качестве интеграционных входят центры коры большого мозга, ядра таламуса, мозжечок, преддверные и оливные ядра, ретикулярная формация. Частью экстрапирамидной системы является стриопаллидарная система, которая объединяет ядра полосатого тела и их афферентные и эфферентные пути. В стриопаллидарной системе выделяют филогенетически новую часть — стриатум, к которой относятся хвостатое ядро и скорлупа чечевицеобразного ядра, и филогенетически старую часть — паллидум (бледный шар). Стриатум и паллидум различаются по своей нейроархитектонике, связям и функциям.
К полосатому телу проходят волокна из коры большого мозга, центрального ядра таламуса и чёрного вещества. Эфферентные волокна из полосатого тела направляются в бледное ядро, а также в чёрное вещество. Из бледного шара волокна идут в таламус, гипоталамус, к субталамическому ядру и в ствол головного мозга. Последние образуют чечевицеобразную петлю и частично оканчиваются в ретикулярной формации, частично идут к красному ядру, преддверным и оливным ядрам. Следующее звено экстрапирамидных путей составляют ретикулярно-спинномозговой, красноядерно-спинномозговой, преддверно-спинномозговой и оливоспинномозговой пути, оканчивающиеся в передних столбах и промежуточном сером веществе спинного мозга. Мозжечок включается в экстрапирамидную систему посредством путей, соединяющих его с таламусом, красным ядром и оливными ядрами.

## Функции
Экстрапирамидная система осуществляет непроизвольную регуляцию и координацию движений, регуляцию мышечного тонуса, поддержание позы, организацию двигательных проявлений эмоций (смех, плач). Обеспечивает плавность движений, устанавливает исходную позу для их выполнения.

## Нарушения
При поражении экстрапирамидной системы нарушаются двигательные функции (например, могут возникнуть гиперкинезы, паркинсонизм, отсутствующие во сне), снижается мышечный тонус. В клинике выделяют два синдрома поражения экстрапирамидальной системы: гипокинетически-гипертонический, обнаруживаемый при дрожательном параличе или болезни Паркинсона; и гиперкинетико-гипотонический синдром, приводящий к различным гиперкинезам (хорея, атетоз, спастическая кривошея и др.)

## Методы исследования
В целях исследования экстрапирамидальной системы и выявления её патологий используют различные инструментальные и лабораторные методы. Инструментальные: электроэнцефалография, реоэнцефалография, пневмоэнцефалография, ангиография, радионуклидная сцинтиграфия, компьютерная рентгеновская и позитронно-эмиссионная томография; регистрация состояния нервно-мышечной системы (электромиография, миотонометрия, треморография, кимография гиперкинезов в покое и при раздражении, кинорегистрация движений ускоренной съёмкой с замедленной проекцией и др.). Лабораторные: уровень норадреналина, дофамина, серотонина, ГАМК в крови и цереброспинальной жидкости.